# Podpolkovnik (Indija)

Podpolkovnik je častniški vojaški čin Indijske kopenske vojske, ki v sklopu Natovega standarda STANAG 2116 sodi v razred OF-4. Čin je bil neposredno prevzet po istem britanskem činu, pri čemer so zamenjali krono z narodnim grbom Indije in tudi preoblikovali zvezdo.
Nadrejen je činu majorja in podrejen činu polkovnika. Enakovreden je činu poveljnika krila Indijskega vojnega letalstva in činu kapitan Indijske vojne mornarice. 
Oznaka čina je sestavljena iz ene zvezde ter narodnega grba Indije.
Čin podpolkovnika doseže častnik običajno po 17 letih vojaške službe, pri čemer je povprečna starost 39 let.